# Erythrococca poggei
Erythrococca poggei är en törelväxtart som först beskrevs av David Prain, och fick sitt nu gällande namn av David Prain. Erythrococca poggei ingår i släktet Erythrococca och familjen törelväxter. Inga underarter finns listade i Catalogue of Life.